# Communauté d'agglomération de Châlons-en-Champagne
Pour les articles homonymes, voir CAC.
La communauté d’agglomération de Châlons-en-Champagne (en abrégé Châlons Agglo) est une structure intercommunale française située dans le département de la Marne et la région Grand Est.

## Historique

### 1reCA de Châlons-en-Champagne (2000-2014)[1]
La communauté d’agglomération de Châlons-en-Champagne a été créée par arrêté préfectoral du 29 décembre 1999 portant transformation au 1er janvier 2000 de l'ancien district de Châlons-en-Champagne créé en 1963 et qui regroupait Châlons-en-Champagne, Compertrix, Coolus, Fagnières, Recy, Saint-Martin-sur-le-Pré, Saint-Memmie, et Sarry. Saint-Gibrien avait rejoint le district le 1er janvier 1996.
Cette communauté d'agglomération regroupe donc à l'origine 9 communes.
Au 1er janvier 2004, les communes de Moncetz-Longevas et Saint-Étienne-au-Temple la rejoignent, puis, par arrêté préfectoral du 19 avril 2004, la commune de l'Épine, est transférée de la communauté de communes des Sources de la Vesle à la communauté d'agglomération. La communauté d'agglomération est ensuite rejointe, au 1er janvier 2009, la commune de La Veuve, et, en 2013, Les Grandes-Loges.
Elle regroupe alors 14 communes et compte alors près de 70 000 habitants.

### 2eCA de Châlons-en-Champagne (2014-2017)[7]
Conformément au schéma départemental de coopération intercommunale de la Marne du 15 décembre 2011, cette communauté d’agglomération de Châlons-en-Champagne initiale fusionne au 1er janvier 2014 avec la communauté de communes de l’Europort, la communauté de communes de Jâlons (sauf la commune de Pocancy qui a rejoint la communauté de communes de la Région de Vertus) et la communauté de communes de la Région de Condé-sur-Marne, formant ainsi la nouvelle communauté d’agglomération de Châlons-en-Champagne, qui compte désormais 38 communes,.
Le précédent nom était Cités en Champagne.

### 3eCA de Châlons-en-Champagne (2017-)
Contrairement aux prévisions du schéma départemental de coopération intercommunale (SDCI) de la Marne du 30 mars 2016 qui ne prévoyait pas d'extension de son périmètre, la Communauté de communes de la Région de Mourmelon (8 communes) a fusionné avec la CA de Châlons-en-Champagne pour former un nouvel EPCI le 1er janvier 2017.
Le 1er janvier 2025, les communes de Dampierre-au-Temple et de Saint-Hilaire-au-Temple fusionnent pour constituer la commune nouvelle de La Neuville-au-Temple. Le nombre de communes est de 45.

## Territoire communautaire

### Composition
La communauté d'agglomération est composée des 45 communes suivantes :

| Nom                          | Code Insee | Gentilé           | Superficie (km2) | Population (dernière pop. légale) | Densité (hab./km2) |
| ---------------------------- | ---------- | ----------------- | ---------------- | --------------------------------- | ------------------ |
| Châlons-en-Champagne (siège) | 51108      | Châlonnais        | 26,05            | 43 218 (2022)                     | 1 659              |
| Aigny                        | 51003      | Aquanidiens       | 11,24            | 287 (2022)                        | 26                 |
| Aulnay-sur-Marne             | 51023      | Aulnaysiens       | 9,07             | 276 (2022)                        | 30                 |
| Baconnes                     | 51031      | Baconnais         | 20,86            | 292 (2022)                        | 14                 |
| Bouy                         | 51078      | Busons            | 22,46            | 536 (2022)                        | 24                 |
| Bussy-Lettrée                | 51099      | Busséins          | 33,48            | 315 (2022)                        | 9,4                |
| Champigneul-Champagne        | 51117      | Champinois        | 29,66            | 323 (2022)                        | 11                 |
| Cheniers                     | 51146      |                   | 15,58            | 120 (2022)                        | 7,7                |
| Cherville                    | 51150      | Chervillois       | 3,76             | 84 (2022)                         | 22                 |
| Compertrix                   | 51160      | Compertriats      | 4,76             | 1 307 (2022)                      | 275                |
| Condé-sur-Marne              | 51161      | Condéens          | 12,34            | 749 (2022)                        | 61                 |
| Coolus                       | 51168      | Cooluats          | 13,18            | 230 (2022)                        | 17                 |
| Dampierre-au-Temple          | 51205      | Dampierrois       | 10,26            | 270 (2022)                        | 26                 |
| Dommartin-Lettrée            | 51212      | Dommartinois      | 32,67            | 163 (2022)                        | 5                  |
| L'Épine                      | 51231      | Epinots           | 30,51            | 676 (2022)                        | 22                 |
| Fagnières                    | 51242      | Fagnièrots        | 19,48            | 4 886 (2022)                      | 251                |
| Les Grandes-Loges            | 51278      | Logiens           | 12,82            | 285 (2022)                        | 22                 |
| Haussimont                   | 51285      | Haussimoniots     | 17,63            | 139 (2022)                        | 7,9                |
| Isse                         | 51301      | Issois            | 10,81            | 109 (2022)                        | 10                 |
| Jâlons                       | 51303      | Jalonais          | 10,35            | 550 (2022)                        | 53                 |
| Juvigny                      | 51312      | Juvignots         | 21,37            | 959 (2022)                        | 45                 |
| Lenharrée                    | 51319      | Lenhriots         | 17,75            | 109 (2022)                        | 6,1                |
| Livry-Louvercy               | 51326      | Lilouverciens     | 30,74            | 1 083 (2022)                      | 35                 |
| Matougues                    | 51357      | Matouguais        | 13,77            | 628 (2022)                        | 46                 |
| Moncetz-Longevas             | 51372      | Moncelots         | 7,24             | 569 (2022)                        | 79                 |
| Montépreux                   | 51377      | Montéprellots     | 15,41            | 46 (2022)                         | 3                  |
| Mourmelon-le-Grand           | 51388      | Mourmelonnais     | 23,21            | 4 984 (2022)                      | 215                |
| Mourmelon-le-Petit           | 51389      | Mourmelonnais     | 12,19            | 806 (2022)                        | 66                 |
| Recy                         | 51453      | Recyots           | 14,38            | 1 077 (2022)                      | 75                 |
| Saint-Étienne-au-Temple      | 51476      | Stéphanois        | 11,94            | 786 (2022)                        | 66                 |
| Saint-Gibrien                | 51483      | Saint Gibriennots | 4,04             | 548 (2022)                        | 136                |
| Saint-Hilaire-au-Temple      | 51485      |                   | 6,15             | 304 (2022)                        | 49                 |
| Saint-Martin-sur-le-Pré      | 51504      | Saint-Martinais   | 11,89            | 794 (2022)                        | 67                 |
| Saint-Memmie                 | 51506      | Mengeots          | 12,64            | 5 439 (2022)                      | 430                |
| Saint-Pierre                 | 51509      | Saint-Pierrots    | 10,27            | 300 (2022)                        | 29                 |
| Sarry                        | 51525      | Sarrysiens        | 20,01            | 2 028 (2022)                      | 101                |
| Sommesous                    | 51545      | Sommesouyats      | 37,04            | 474 (2022)                        | 13                 |
| Soudé                        | 51555      | Soudeyots         | 31,94            | 152 (2022)                        | 4,8                |
| Soudron                      | 51556      | Soudroniers       | 43,02            | 299 (2022)                        | 7                  |
| Thibie                       | 51566      | Thiblots          | 10,46            | 292 (2022)                        | 28                 |
| Vadenay                      | 51587      | Vadenots          | 19,65            | 236 (2022)                        | 12                 |
| Vassimont-et-Chapelaine      | 51594      | Vassimoniots      | 21,73            | 62 (2022)                         | 2,9                |
| Vatry                        | 51595      | Vatriots          | 8,39             | 146 (2022)                        | 17                 |
| La Veuve                     | 51617      | Viduens           | 24,41            | 603 (2022)                        | 25                 |
| Villers-le-Château           | 51634      | Villerots         | 20,94            | 297 (2022)                        | 14                 |
| Vraux                        | 51656      | Vrautiers         | 12,8             | 462 (2022)                        | 36                 |

### Démographie
| 1968   | 1975   | 1982   | 1990   | 1999   | 2010   | 2015   | 2021   |
| ------ | ------ | ------ | ------ | ------ | ------ | ------ | ------ |
| 70 384 | 78 522 | 80 206 | 80 937 | 79 896 | 79 239 | 80 835 | 78 998 |

## Administration

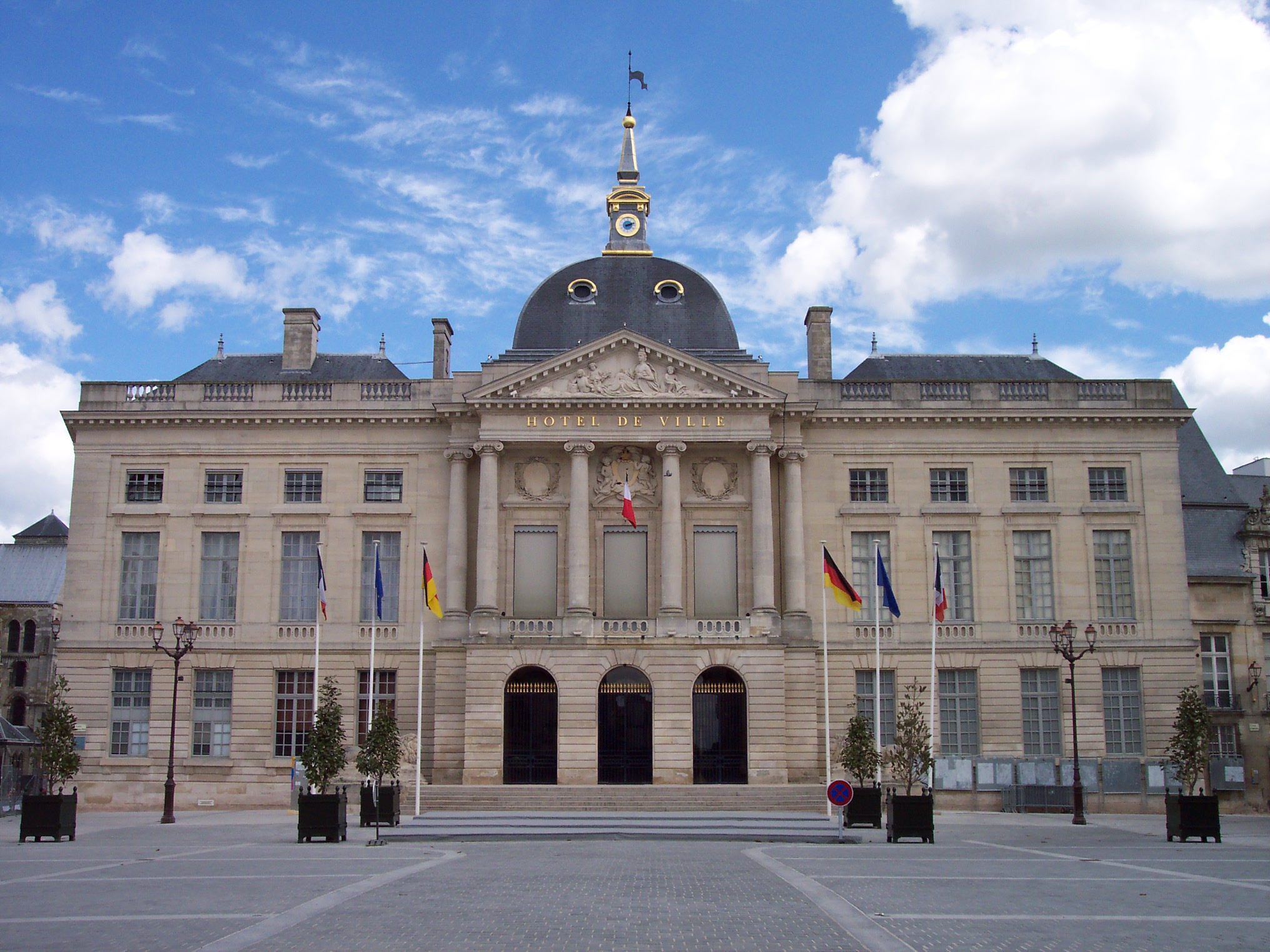
L'hôtel de ville de Châlons-en-Champagne.

### Siège
Le siège de la communauté d'agglomération est à Châlons-en-Champagne, en l'hôtel de Ville pour le siège légal, et 26 rue Joseph-Marie Jacquard pour les services.

### Les élus
Le conseil communautaire de la communauté d'agglomération se compose de 91 conseillers, représentant chacune des communes membres et élus pour une durée de six ans.
Ils sont répartis comme suit :
| Nombre de conseillers | Communes                                    |
| --------------------- | ------------------------------------------- |
| 35                    | Châlons-en-Champagne                        |
| 4                     | Fagnières, Mourmelon-le-Grand, Saint-Memmie |
| 2                     | Compertrix, Sarry                           |
| 1 (+1 suppléant)      | les 40 autres communes                      |

### Présidence
Le conseil communautaire du 11 juillet 2020 a élu son président, Jacques Jesson, maire de Saint-Martin-sur-le-Pré (depuis 2008) et constitué son bureau pour la mandature 2020-2026, composé du président, de 11 vice-présidents, qui sont :
1. Jérôme Mat, chargé du développement économique et durable ;
2. Sylvie Butin, chargée du sport, de la culture, du tourisme et des loisirs ;
3. Gérard Lebas, chargé des Ffnances ;
4. Pascal Lefort, chargé de la politique de l'eau et des espaces naturels ;
5. Pascale Michel, chargée de l'habitat ;
6. Denis Fenat, chargé des transports et des mobilités ;
7. René Doucet, chargé des ressources humaines ;
8. Sabine Galicher, chargée du scolaire, périscolaire et de l'enseignement supérieur ;
9. Elisa Schajer, chargée de la cohésion sociale ;
10. Bruno Roulot, chargé de l'environnement, de la biodiversité et des déchets ;
11. Pascal Marchand, chargé des infrastructures ;

et de 3 conseillers communautaires délégués :
1. Pierre Poupart, chargé de l'aéroport de Vatry ;
2. Jean-Baptiste Leclère, chargé de l'agriculture ;
3. Martine Ragetly, chargée des circulations actives.

#### Liste des présidents
Premier CA de Châlons-en-Champagne (2000-2014) (Siren 245100029)
| Période                                  | Période       | Identité         | Étiquette | Qualité |
| ---------------------------------------- | ------------- | ---------------- | --------- | --- |
| Les données manquantes sont à compléter. |               |                  |           | |
| 2001                                     | décembre 2013 | Bruno Bourg-Broc | UMP       | Professeur d’histoire Député de la Marne (1982 → 2007 et 2009 → 2012) Maire de Châlons-en-Champagne (1995 → 2014) |

Deuxième CA de Châlons-en-Champagne (2014-2017) (Siren 200043008)
| Période      | Période       | Identité         | Étiquette | Qualité |
| ------------ | ------------- | ---------------- | --------- | --- |
| janvier 2014 | décembre 2016 | Bruno Bourg-Broc | LR        | Professeur d’histoire Député de la Marne (1982 → 2007 et 2009 → 2012) Maire de Châlons-en-Champagne (1995 → 2014) Réélu pour le mandat 2014-2020 |

Troisième CA de Châlons-en-Champagne (2017-2020) (Siren 200066876)
| Période      | Période      | Identité         | Étiquette | Qualité                                      |
| ------------ | ------------ | ---------------- | --------- | -------------------------------------------- |
| janvier 2017 | juillet 2020 | Bruno Bourg-Broc | SE        | Conseiller municipal de Châlons-en-Champagne |

Quatrième CA de Châlons-en-Champagne (2020-2026)
| Période         | Période   | Identité       | Étiquette | Qualité                                    |
| --------------- | --------- | -------------- | --------- | ------------------------------------------ |
| 11 juillet 2020 | mars 2026 | Jacques Jesson | SE        | Maire de Saint-Martin-sur-le-Pré (2008 → ) |

### Organismes liés
La communauté d'agglomération s'est dotée d'une Agence d’Urbanisme de la Communauté d'Agglomération, de  l'Association des Cités en Champagne de Prévention , de l'Office du Tourisme de Châlons-en-Champagne, de la Mission Locale et de l'Association de Gestion de l'Insertion de la Communauté d'Agglomération de Châlons-en-Champagne[réf. souhaitée].
Elle est membre du Syndicat mixte du SCoT et du Pays de Châlons-en-Champagne, chargé de l'élaboration et le suivi du schéma de cohérence territoriale (SCoT) et de l'élaboration d'une charte de développement durable dans le cadre de l'animation d'une démarche de pays, la définition de programmes d'action, la contractualisation de ces programmes et la communication

### Compétences
L'intercommunalité exerce des compétences qui lui ont été transférées par les communes membres conformément aux dispositions du code général des collectivités territoriales.

#### Compétences obligatoires
Le développement économique
- Création, aménagement, entretien et gestion de zones d'activité industrielle, commerciale, tertiaire, artisanale, touristique, portuaire ou aéroportuaire
- Actions de développement économique d'intérêt communautaire

L'aménagement de l'espace communautaire
- Schéma directeur, schéma de secteur, création et réalisation de zones d'aménagement concerté
- Transports urbains

L'équilibre social de l'habitat
- Programme local de l'habitat
- Politique du logement
- Action pour le logement des personnes défavorisées
- Amélioration du parc immobilier bâti

La politique de la ville dans la Communauté d’Agglomération
- Dispositifs contractuels de développement urbain, de développement local et d'insertion économique et sociale
- Dispositifs locaux de prévention de la délinquance

#### Compétences facultatives
La voirie d’intérêt communautaire
- Création ou aménagement et entretien de voirie d’intérêt communautaire
- Création ou aménagement et gestion des parcs de stationnement d’intérêt communautaire

L'assainissement des eaux usées
- Collecte et traitement des eaux usées
- Traitement et valorisation des boues agricoles
- Gestion des stations d'épuration

L'environnement et le cadre de vie
- Lutte contre la pollution de l'air
- Lutte contre les nuisances sonores
- Élimination et valorisation des déchets ménagers et déchets assimilés
- Constitution de réserves foncières afin de permettre la réalisation d'opérations d'aménagement d’intérêt communautaire
- Participations au développement de l'enseignement supérieur et de la recherche, accompagnement de la vie étudiante
- Construction, aménagement, entretient et gestion de la patinoire Cités Glace, des équipements aquatiques ouverts au public à l'exclusion des équipements consacrés au seul usage de l'enseignement de la natation
- Fourrière pour animaux
- Actions de promotion en faveur du tourisme
- Participation aux actions en faveur du sport de haut niveau
- Participation aux actions développées par la scène nationale de Châlons-en-Champagne
- Aménagement et entretien des berges
- Aménagement et gestion du domaine de Coolus
- Aménagement et entretien du réseau cyclable
- Aménagement et entretien des aires d'accueil des gens du voyage
- Curage, entretient et fonctionnement des réseaux d'eau pluviales
- Contribution financière au service départemental d'incendie et de secours (SDIS)[21]

### Régime fiscal et budget
La communauté d'agglomération bénéficie de la fiscalité professionnelle unique (ancienne taxe professionnelle unique).

## Projets et réalisations
Transports urbains
Châlons Agglo est l'autorité organisatrice de la mobilité sur son territoire, qui a succédé au Syndicat intercommunal des transports de l'agglomération châlonnaise. Son réseau, connu sous le nom de SITAC, fait l'objet d'une délégation de service public à une filiale du groupe Keolis.